# Castanea (Pennsilvània)
Castanea és una concentració de població designada pel cens dels Estats Units a l'estat de Pennsilvània. Segons el cens del 2000 tenia 1.189 habitants.

## Demografia
Segons el cens del 2000, Castanea tenia 1.189 habitants, 497 habitatges, i 357 famílies. La densitat de població era de 342,6 habitants per quilòmetre quadrat.
Dels 497 habitatges en un 26,2% hi vivien nens de menys de 18 anys, en un 61,8% hi vivien parelles casades, en un 6,6% dones solteres, i en un 28% no eren unitats familiars. En el 21,5% dels habitatges hi vivien persones soles el 9,9% de les quals corresponia a persones de 65 anys o més que vivien soles. El nombre mitjà de persones vivint en cada habitatge era de 2,39 i el nombre mitjà de persones que vivien en cada família era de 2,77.
Per edats la població es repartia de la següent manera: un 20,2% tenia menys de 18 anys, un 8% entre 18 i 24, un 28,8% entre 25 i 44, un 25,5% de 45 a 60 i un 17,5% 65 anys o més.
L'edat mediana era de 41 anys. Per cada 100 dones de 18 o més anys hi havia 90,9 homes.
La renda mediana per habitatge era de 33.519 $ i la renda mediana per família de 35.966 $. Els homes tenien una renda mediana de 28.864 $ mentre que les dones 20.529 $. La renda per capita de la població era de 15.133 $. Entorn del 6,7% de les famílies i el 9,1% de la població estaven per davall del llindar de pobresa.

## Poblacions més properes
El següent diagrama mostra les poblacions més properes.